# Leopold Schoeller (Unternehmer, 1830)

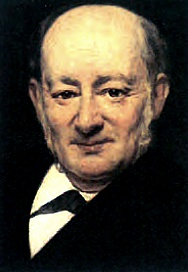
Leopold Schoeller

Philipp Eberhard Leopold Schoeller (* 8. Januar 1830 in Düren; † 31. Dezember 1896 in Schlesien) war ein deutscher Großunternehmer in Breslau.

## Leben und Wirken
Der Sohn des Dürener Unternehmers Leopold Schoeller (1792–1884) und der Maria Emilia Schöller (1800–1854), Tochter des Düsseldorfer Oberbürgermeisters Philipp Schöller studierte nach seiner Schulzeit an der Universität Bonn und absolvierte anschließend mehrere kaufmännische und technische Praktika unter anderem in der väterlichen Feintuchfabrik, in der unter Leitung seines Vetters Philipp Wilhelm von Schoeller (1797–1877) stehenden Gebr. Schoeller k. k. Feintuch- und Wollwarenfabrik in Brünn sowie in der Schoeller’sche Kammgarnspinnerei in Breslau bei seinem Bruder Rudolf Wilhelm Schoeller (1827–1902).
Nachdem sein Vater 1854 das Dürener Teppichkontor, die spätere Anker-Teppichboden-Fabrik, gegründet hatte, wurde Philipp Eberhard Leopold mit deren Leitung beauftragt, da sein Vater sich auf die Verwaltung seiner verschiedenen Unternehmen sowie den internationalen Handel mit seinen Waren konzentrierte. Die Anfänge der Fabrikation gestalteten sich für Leopold jr. aus unterschiedlichen Gründen schwierig, da vielfältige technische und personelle Probleme die Fabrik vorerst nicht aus den roten Zahlen herauskommen ließen. Daraufhin entschloss sich sein Vater im Jahr 1867 zu einer personellen und administrativen Verschiebung. Sein Sohn Rudolf Wilhelm verlagerte den Stammsitz der Schoeller’schen Kammgarnspinnerei von Breslau nach Zürich, um dort neue Märkte zu erschließen, wobei das Werk in Breslau als Filiale beibehalten wurde. Diese sollte nun Philipp Eberhard Leopold übernehmen, wobei gleichzeitig die Leitung des Teppichkontors an seinen jüngeren Bruder und späteren Geheimen Kommerzienrat Philipp Nikolaus Schoeller (1833–1904) fiel. Später und nach Leopolds Tod übernahm dessen Großneffe und Enkel von Rudolf Wilhelm, Leo Schoeller (1878–1936), die Kammgarnfabrik bis zu deren Auflösung im Jahre 1925.
Philipp Eberhard Leopold bekam darüber hinaus noch die Leitung der landwirtschaftlichen Güter und Zuckerfabriken in Klettendorf bei Breslau übertragen, die ebenfalls von seinem Vater um 1845 als weiteres unternehmerisches Standbein unter der Firmierung Gebrüder Schoeller & Co erworben und erbaut worden waren und später, nach 1922, in das Gemeinschaftsunternehmen vom Rath, Schoeller & Skene einfloss. Leopold jr. verstand es mit unternehmerischer Weitsicht und dank moderner Maschinen die Erträge zu steigern und mit den daraus resultierenden finanziellen Erlösen weitere Zuckerfabriken in Rosenthal und Groß Mochbern bei Breslau zu errichten. Wie seine deutschen Verwandten investierte er außerdem noch in die Gründung einer Zellulosefabrik und mehrerer Papierfabriken sowie in den Erwerb von weiterem Grundbesitz in mehreren Gebieten Schlesiens, wie beispielsweise ab 1872 das Rittergut Paschkerwitz bei Breslau.
Trotz der hohen Belastung bei der Verwaltung dieser Besitztümer und dank seines hohen gesellschaftlichen Ansehens wurde Schoeller in zahlreiche öffentliche Funktionen berufen oder gewählt. So leitete er viele Jahre den Schlesischen Verein für Zuckerrübenfabrikation und war Mitglied in der Breslauer Handelskammer, der Breslauer Landwirtschaftskammer, dem Breslauer landwirtschaftlichen Verein sowie ab 1895 dem Bezirkseisenbahnrat Breslau und schließlich auch in dem Landeseisenbahnrat der Preußischen Staatseisenbahn. Als Mitbegründer und Vorsitzender des Schlesischen Provinzialvereins für Fluss- und Kanalschifffahrt erwarb sich Schoeller maßgebliche Verdienste bei dem Zustandekommen des Oder-Spree-Kanals. 
Darüber hinaus engagierte sich Leopold Schoeller in der Politik und trat der Freikonservativen Partei bei, die in Schlesien eine bedeutende Hochburg hatte. Für diese wurde Schoeller von 1889 bis 1893 als Vertreter der Stadt Breslau in das Preußische Abgeordnetenhaus gewählt, wo er sich vor allem als Vorkämpfer für Verkehrsfortschritte und als Sachverständiger in Tariffragen auszeichnete. In einer Periode massiver Interessenkämpfe zwischen Industrie und Landwirtschaft versuchte Schoeller dabei ausgleichend und vermittelnd auf diese Gegensätze einzuwirken.

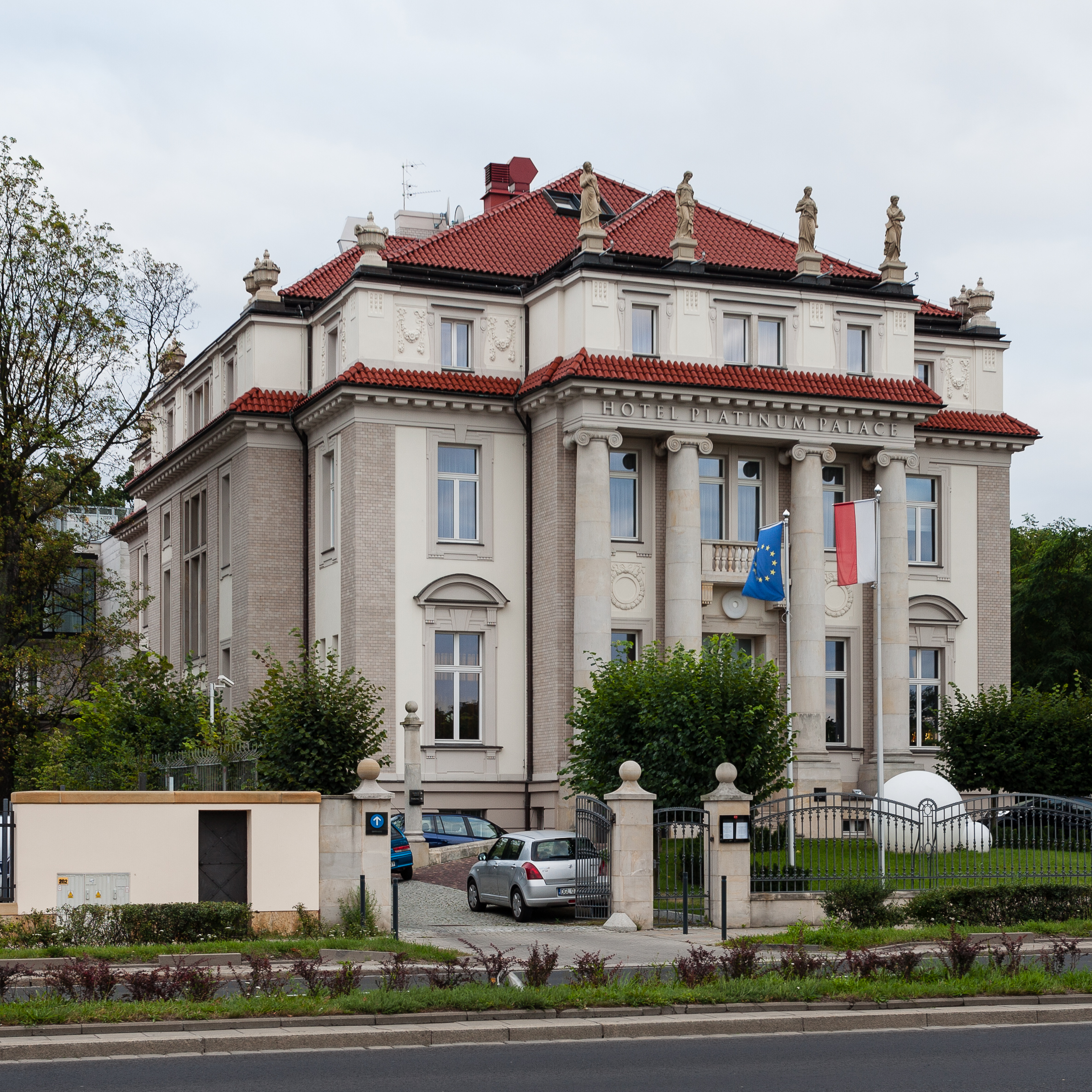
Villa Schoeller in Breslau, nach Umbau Hotel Platinum Palace

Die bis ca. 1945 in Breslau tätigen und ansässigen Nachkommen und Verwandten von Philipp Eberhard Leopold Schoeller, der seit 1856 mit Johanna Emilie Draemann (1835–1863) aus Düren verheiratet war, besaßen über viele Jahrzehnte hinweg im Ortsteil Borek (Kleinburg) eine nach ihnen benannte Villa Schoeller, die später in ein 5-Sterne-Hotel umgewandelt wurde. Einer seiner Söhne, Leopold Schoeller (1862–1907), kehrte nach Düren zurück und gründete hier 1889 das bis zur Jahrtausendwende erfolgreiche Unternehmen Schoeller Textil.

## Schriften
- Die Beschlüsse der ständigen Tarif-Commission vom 27. November 1879 in Bezug auf Schlesien und dessen landwirthschaftliche Interessen; Breslau, Korn, 1880